# John Carroll (arcebispo)
John Carroll S.J. (Upper Marlboro, 8 de janeiro de 1735 — Baltimore, 3 de dezembro de 1815) foi um prelado jesuíta norte-americano, o primeiro arcebispo de Baltimore. Foi o fundador da Universidade de Georgetown.

## Biografia
Ele foi educado em Saint-Omer no Flandres francês, em seguida, em 1753, ele entrou na Companhia de Jesus, onde foi ordenado padre em 14 de fevereiro de 1761. Contudo, deixou a Europa após a dissolução da Ordem (1773), e voltou para casa, quando passou a se dedicar ativamente a evangelizar o território de Maryland.
Amigo de Benjamin Franklin, contribuiu ativamente para a luta pela independência americana (ele foi enviado para Quebec para convencer os colonos franceses para se juntar aos das treze colônias e de participar na Revolução Americana).
Franklin convenceu o Núncio Apostólico em Paris para pedir ao Papa Pio VI para retirar os territórios americanos da jurisdição do Vigário Apostólico de Londres e, em 26 de novembro de 1784, Carroll foi nomeado Prefeito Apostólico dos Estados Unidos da América, quando foi criado o primeiro episcopado norte-americano, a Diocese de Baltimore (6 de novembro de 1789), sendo consagrado bispo em 15 de agosto de 1790 pelo vigário apostólico do Distrito Ocidental, Charles Walmesley, O.S.B. Com a elevação da diocese a arquidiocese metropolitana, foi elevado a arcebispo em 8 de abril de 1808.
Tornou-se interessado na revisão da Constituição dos Estados Unidos (1789), no sentido de uma clara enunciação do princípio da liberdade religiosa. Ele é considerado o fundador da Igreja Católica na América do Norte, graças ao seu impulso, experimentando um desenvolvimento rápido da Igreja local.